# Monplaisir (Toulouse)
Pour les articles homonymes, voir Monplaisir et Montplaisir.
Monplaisir ou, par cacographie Montplaisir, est un quartier résidentiel au sud-est de Toulouse.

## Histoire
Le 23 juillet 1783, à Toulouse, des affiches annonçaient qu'un bien était à vendre, composé de "maison, jardin et labyrinthe, appelé Monplaisir, situé sur les francs-bords du canal...". Ce domaine avait été formé au XVIIIe siècle, et alors baptisé d'un nom à la mode.
En 1841, à l'occasion d'un débordement du Canal du Midi à la suite d'orage, un rapport d'expert décrit les dégâts subis par ce domaine qui appartenait alors à Goulard frères. Au total, 367 m de murs avaient été détériorés. Sur 240 m d'entre eux s'appuyaient des espaliers et treilles de raisins de choix, notamment du plant Jérusalem dont Goulard faisaient un commerce avantageux, et les expédiaient même à l'étranger. 1000 pied de framboisiers et des fraisiers avaient également péri...